# Embâcle naturel
Pour l’article homonyme, voir Embâcle.
Pour un article plus général, voir Barrage naturel.

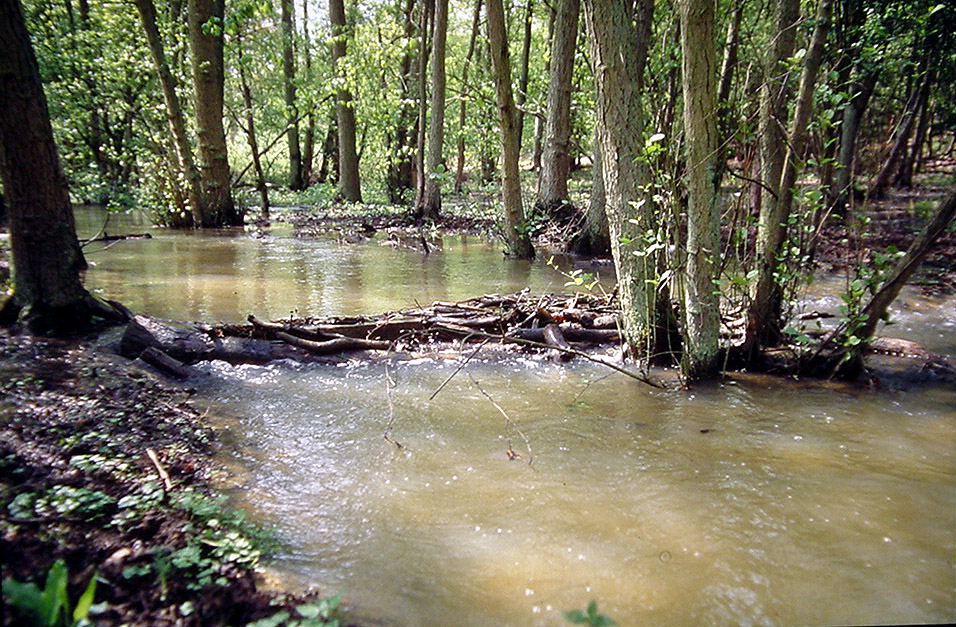
Embâcle naturel, sur un lieu de mise bas de salamandres (Salamandra salamandra) en forêt domaniale de Rihoult Clairmarais (France).

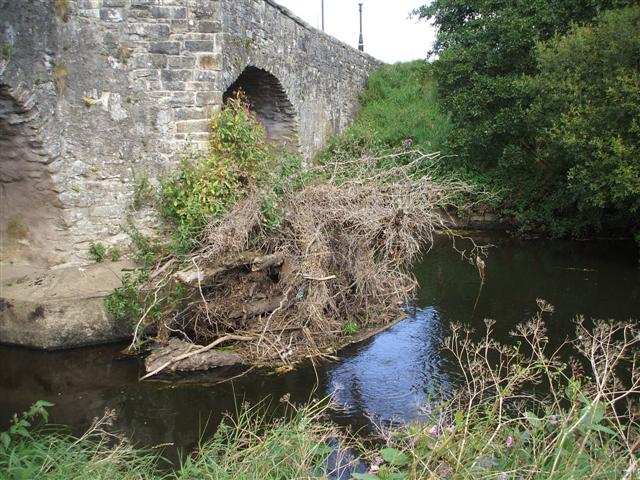
Embâcle sur pile de pont, laissé par une crue.

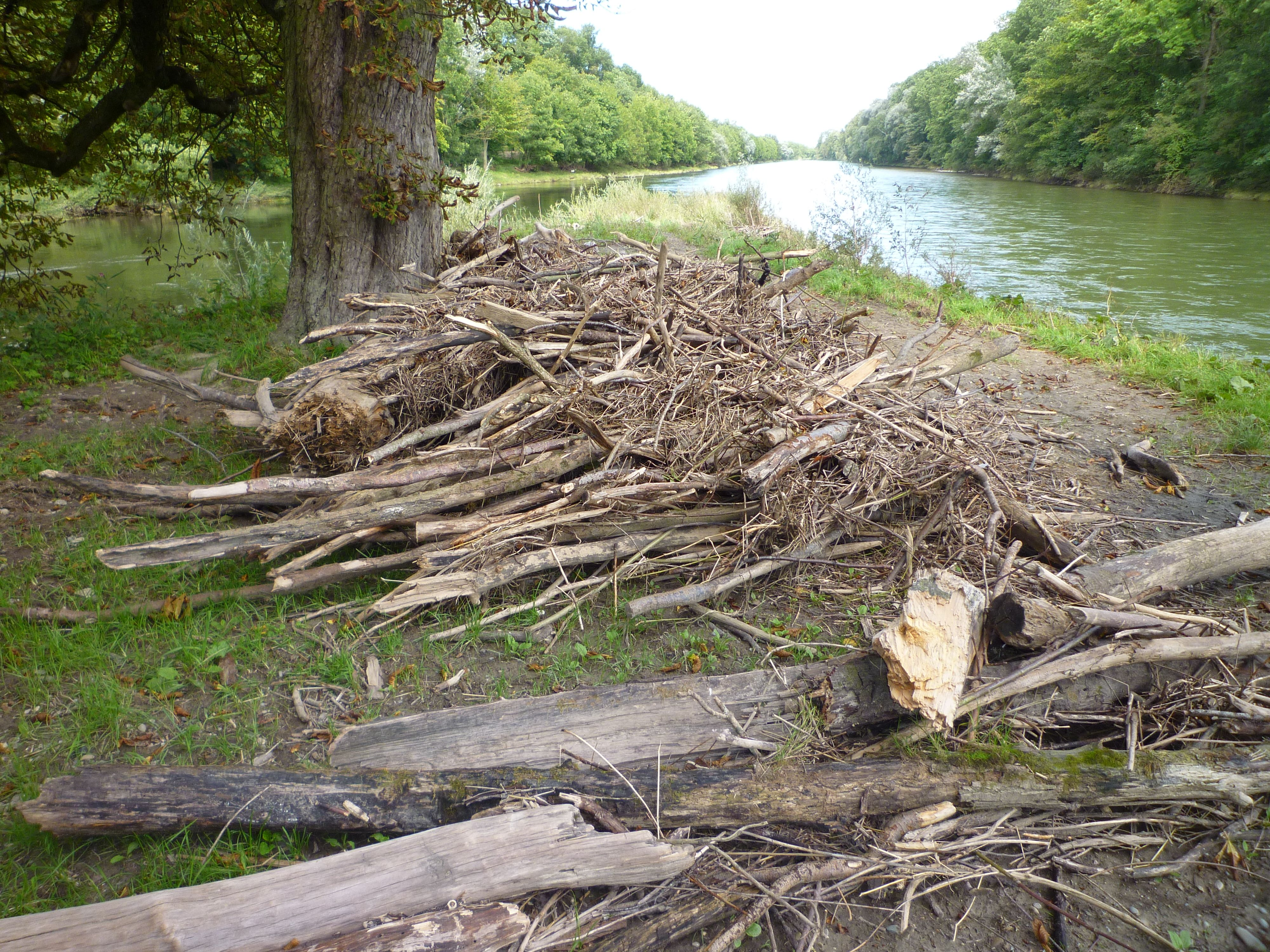
Dans les zones anthropisées, les embâcles sont souvent retirés de l'eau par des riverains ou « gestionnaires » de cours d'eau, mais leurs matériaux sont parfois conservés à proximité comme source écologiquement utile de bois-mort.

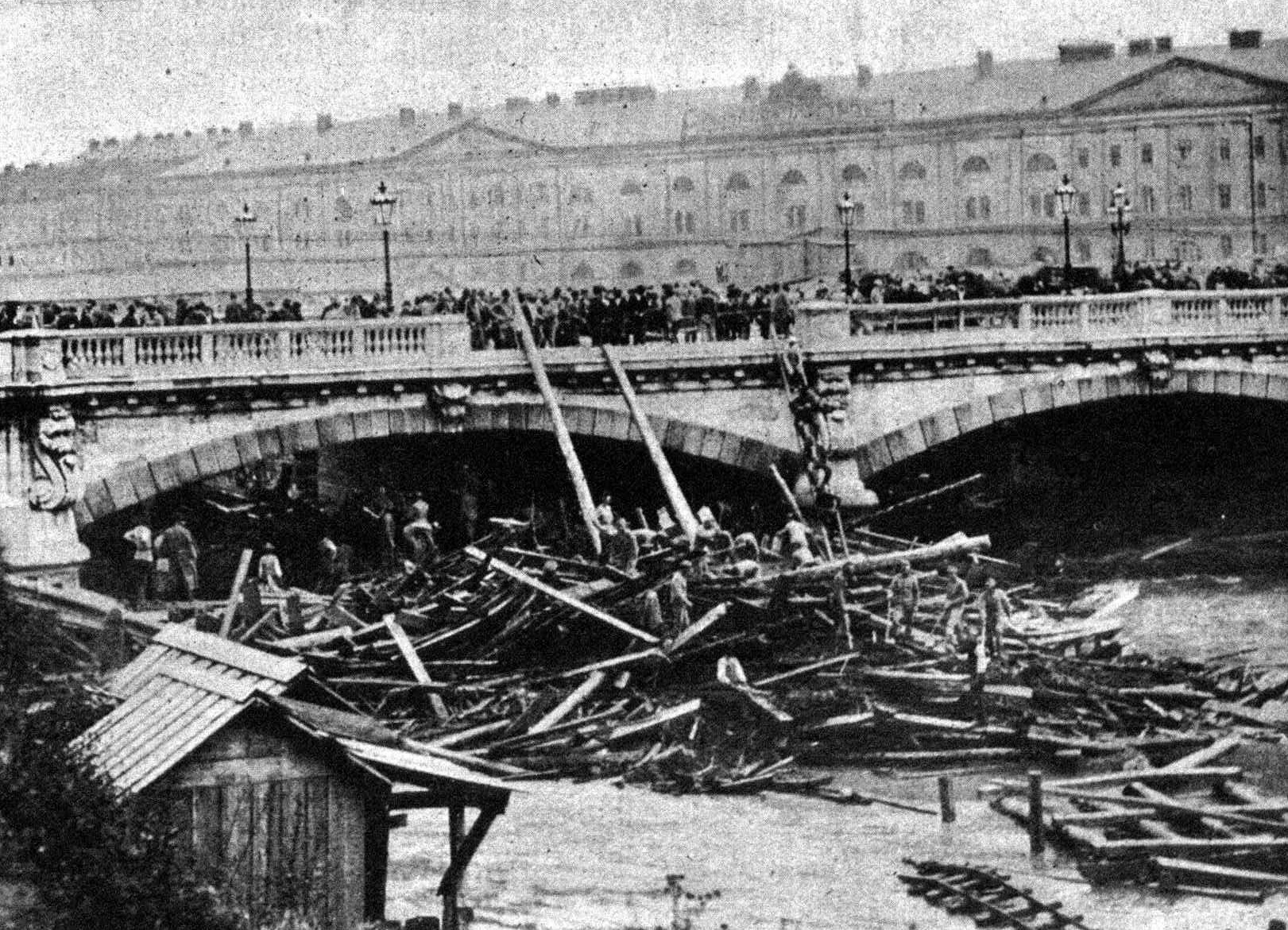
Vienne, pont Schwarzenberg avec embâcle (1897).

Un embâcle naturel est une accumulation naturelle de matériaux apportés par l'eau (exceptionnellement par un glissement de terrain) ; il peut s'agir d'accumulation de matériaux rocheux issus de l'érosion, de branches mortes, de plantes aquatiques, de feuilles mortes, de sédiments, de bois flottés ou d'embâcle de glace (au moment de la débâcle).
La formation des embâcles puis leur éventuelle rupture jouent un rôle majeur dans la vie d'un cours d'eau, notamment dans les zones de plaine alluviale (et/ou de confluence, particulièrement pour les embâcles constitués de glace). Ces embâcles contribuent à la formation de zones de sédimentation, de bancs de galets, de sable ou gravier, et en réaction de nouvelles zones d'affouillement avec parfois production de méandres, de tresses, d'îlots favorables à la biodiversité et au ralentissement du flux sédimentaire. 
Souvent, l'accumulation de bois se forme à partir d'une courbe, d'un point d'appui (roches), d'un arbre tombé en travers d'une rivière ou d'un ancien barrage de castors (etc.). L'obstruction de l'écoulement entraîne le contournement de l'embâcle par la rivière, créant et renouvelant les milieux et favorisant notamment les espèces pionnières dans le nouveau lit d'écoulement primaire mais aussi secondaire.
Les embâcles naturels sont souvent emportés par les crues après quelques mois ou années, mais ils peuvent alors souvent contribuer à reconstituer d'autres embâcles plus en aval. 
Parfois, il se stabilisent pour former des structures géomorphologiques relativement pérennes, complexifiant alors le lit (méandrage).
Pour les embâcles uniquement constitués de glace, voir aussi l'article « embâcle de glace ».

## Enjeux
Les embâcles de bois, quand ils sont naturels, sont bénéfiques pour les écosystèmes aquatiques, mais ils sont souvent considérés comme gênant pour et par les riverains ou les utilisateurs de cours d'eau.
Les embâcles, quand ils sont naturels, ont un grand intérêt écologique : tant qu'ils sont d'une taille modeste, étant plus perméables que les barrages et seuils de béton, de nombreux poissons et autres organismes peuvent les franchir toute l'année, en saison d'inondation ou à l'occasion de crues. 
Mais comme ils peuvent s'accumuler sous un pont, un ponceau ou un goulot d'étranglement de cours d'eau et y constituer un seuil plus ou moins permanent, ils peuvent aussi faire obstacle à tout ou partie de l'écoulement d'un cours d'eau (avec risque de débordements du lit mineur en amont de l'embâcle). Ils peuvent aussi gêner la navigation, le fonctionnement de vannages ou de turbines et l'écoulement de l'eau au lieu de l'embâcle ou en aval quand l'embâcle se délite. Dans les pays froids, la rupture d'un gros embâcle de glace peut être source d'une violente arrivée d'eau, que l'on cherche à mieux comprendre, à anticiper et donc à modéliser,,.
Des arbres entiers peuvent arriver jusqu'en mer où, s'ils ne s'échouent pas sur le littoral, ils finissent par couler et former un habitat spécifique pour de nombreuses espèces.

## Fonctions écosystémiques
Les embâcles présentent l'intérêt d'être :
- une forme de perturbation écologique naturelle et locale, source d'hétérogénéisation du cours d'eau par différenciation des vitesses d'écoulement et d'accumulation locale (en amont du barrage) de matière organique et de sédiments plus légers ;
- une initiation éventuelle d'un îlot ou d'un méandre (qui vont éventuellement durablement contribuer à la diversification et à l'évolution naturelle du cours d'eau) ;
- une source de bois mort, qui est un habitat naturel support de croissance pour le périphyton qui alimente de nombreuses espèces. Le bois mort forme aussi des caches et refuges importants pour certaines espèces, au moins à certains stades de leur développement, par exemple pour de nombreux invertébrés et/ou leurs larves, certains alevins, certaines écrevisses (dont l'écrevisse à pattes blanches, désormais menacée de disparition en France). L'artificialisation des cours d'eau est souvent associée à la suppression des embâcles et d'autres refuges, ce qui aggrave les problèmes rencontrés par les écrevisses autochtones : une étude française (2002) a porté sur l'importance de la disponibilité en refuges pour l'écrevisse à pattes blanches  dans quatre sections d'un ruisseau, en testant les effets de l'apport de refuges dans le cadre d'un suivi régulier de la démographie de l'espèce dans ce ruisseau, en mesurant tout le long du ruisseau la qualité de l'eau, la vitesse de courant, la profondeur et la présence ou l'absence de refuges. L'étude a conclu que « seule la présence des abris disponibles pour les écrevisses était corrélée avec la présence d’individus tout au long du cours d’eau, tandis que la colonisation des zones expérimentales était liée à leur exposition au soleil et à la vitesse du courant. Malgré un fort taux de croissance présumé et la capacité à atteindre localement de fortes densités, la population s’est révélée fragmentée »[7].
- une source d'augmentation locale du volume et de la hauteur d'eau (effet « retenue »), et par suite une meilleure alimentation de la nappe[8] (cf. Loi de Darcy selon laquelle plus il y de hauteur d'eau, mieux l'eau percolera dans le substrat, s'il est perméable). Quand les nappes sont bien alimentées, les sources le sont également, au profit des salmonidés par exemple ;
- parfois, un élément de gué pour la faune sauvage, permettant à des espèces n'appréciant pas le contact avec l'eau de traverser le cours d'eau ;
- une offre en cachettes pour l’ichtyofaune et notamment pour les alevins, qui y trouvent aussi parfois une nourriture abondante ;
- des postes de guet ou de repos pour des oiseaux piscivores tels que hérons ou aigrettes, martins pêcheurs, cincles plongeurs ;

- un lieu de colonisation et de vie par des espèces pionnières (aulnes, saules), éventuellement menacées (telles que le peuplier noir dans le nord de la France) ;
- un lieu de nidification pour certaines espèces (canards, poules d'eau, troglodytes mignons...) quand le volume de matériau est assez important ;
- un départ de barrage pour un groupe de castors ;
- un « frein » naturel aux inondations, en aval, et aux sécheresses, en amont, si ces embâcles sont assez nombreux, etc.

## Inconvénients
Dans les milieux anthropisés, ils peuvent constituer des réserves d'eau (hauteur d'eau) indésirables pour les riverains, ou risquer d'être emportés par une crue et contribuer à faire un bouchon sur le cours d'eau artificialisé (sous un pont trop étroit, dans un siphon, ou un barrage). Des embâcles de matériaux naturels tendent à se former au niveau des vannages de barrages ou de prise d'eau.
Les embâcles qui se forment au niveau des piles de ponts lors des crues des rivières et des fleuves peuvent être particulièrement dangereux pour deux raisons : d'une part, s'ils sont importants, ils contribuent à augmenter le niveau de l'eau en amont, ce qui provoque une augmentation de la poussée de l'eau sur les piles, pouvant aller jusqu'à leur destruction ; d'autre part, que ce soit par destruction naturelle de l'embâcle, ou par destruction des piles, le volume d'eau libéré brutalement va créer une vague qui peut provoquer de gros dégâts en aval. Ceci est particulièrement dangereux dans les bassins versants susceptibles de recevoir de très fortes pluies, en particulier dans les bassins soumis aux épisodes cévenols. La pratique consistant à laisser en place sur les pentes de ces bassins versants les bois morts abattus devrait être adaptée tout particulièrement dans ces bassins.
Dans tous ces cas, il convient alors de surveiller constamment les embâcles. Parfois, par précaution, ils sont détruits pour rétablissement des capacités d'écoulement.

## Bonnes pratiques
Comme pour les laisses de mer, les collectivités et agences de l'eau recommandent maintenant de les conserver dans la mesure du possible. Dans les zones où des habitations ou infrastructures riveraines risquent de subir des inondations dues à de ces embâcles, il convient donc de les surveiller, et éventuellement en maîtriser l'ampleur. « L’enlèvement naturel doit donc être réfléchi et ne doit en aucun cas devenir systématique » explique un guide rédigé par l'ASBL Agir pour la Diversité et la Nature à l'adresse de collectivités. Bien entendu, les encombrants, déchets verts, plastiques et objets dangereux ou polluants peuvent et doivent être retirés de l'embâcle. On recommande parfois même là où cela ne pose pas de problème (en forêt par exemple) de restaurer des embâcles rocheux et de bois.
Pour des raisons de lutte contre les crues, pour des raisons « touristiques » et pour sécuriser certains loisirs (exemple : pratique du canoë-kayak) dans certaines gorges fréquentées ou dangereuses, certains embâcles (arbres tombés notamment) sont volontairement détruits au fur et à mesure qu'ils se forment (par exemple dans les gorges du Gardon, malgré leur intérêt écopaysager. L'équilibre entre la destruction, la protection et la restauration d'embâcles est parfois difficile à trouver,.
Les documents de gestion de certains sites Natura 2000 incluent un « enlèvement raisonné des embâcles »

## Embâcles faussement naturels et«tueurs d'arbres»
Selon une étude publiée en 2017 dans Earth Systems Dynamics : outre les facteurs bien connus de déforestation (culture sur brûlis, routes forestières et bucheronnage légal ou illégal) une part significative de jungle d'Amazonie souffre des embâcles semi-artificiels créés par les troncs abandonnés par les exploitants forestiers dont certains obstruent partiellement ou totalement les petits cours d’eau.
Ce phénomène n’est pas nouveau. Lorsque le flottage du bois (de construction, chauffage ou papeterie) était utilisé pour son transport, des kilomètres de fleuves étaient parfois entièrement recouverts de troncs flottants. C’est cependant la première analyse du problème en Amazonie andine, zone qu’on aurait pu penser épargnée. Elle est basée sur l’étude de plus de 30 ans d'images satellitaires (1984 – 2016).
En Amazonie bolivienne ce phénomène tuerait au début du XXIe siècle presque autant de forêt tropicale que l'activité humaine elle-même (près de 1 000 hectares/an) dans la zone bolivienne étudiée où 22 rivières présentaient des inondations répétitives causées par de tels embâcles. Ces barrages parfois massifs modifient le débit de l'eau, et le tracé du cours via l’érosion des berges (source de turbidité, en tuant les arbres proches). Chaque inondation prolongée cause la mort de dizaines à des milliers d'arbres. Ceux-ci meurent noyés ou parce que leurs racines ont été mises à nu par le contournement de l'embâcle par la rivière.  Le paysage et les espèces végétales en sont modifiés, avec des conséquences écopaysagères encore mal cernées. Après la mort des arbres, certaines des zones inondées deviennent des savanes, et l’ensoleillement du sol peut favoriser des arbres à croissance rapide (espèces pionnières ou acajou par exemple au détriment d'essences à croissance lente comme l’arbre produisant la noix du Brésil) .  Là où les arbres meurent et où la savane progresse sur des sols rendus vulnérables, le puits de carbone forestier se dégrade aussi en absorbant ou stockant moins de dioxyde de carbone et alors que du méthane peut dégazer des végétaux en putréfaction dans l’eau.